# Пирамида G2-a
G2-a (также G2a, G2 a, GIIa) — единственная пирамида-спутница пирамиды Хефрена. Построена во времена IV династии, предположительно для жены Хефрена.
Расположена с южной стороны пирамиды Хефрена в Некрополе Гизы. Наземная часть пирамиды не сохранилась, но по остаткам основания и обломкам облицовочных плит установлено, что сторона её основания составляла 20,1 метра, а наклон стен — 53°4’. Подземная камера пирамиды сохранилась. Также сохранился тоннель, который пробили грабители.

## Галерея
- План пирамиды.
- План погребальной камеры.
- План комплекса Хефрена.
- Изометрическая проекция пирамиды Хефрена и спутницы на заднем плане.